# Grumman C-2 Greyhound
Grumman C-2 Greyhound là một loại máy bay chở hàng cánh trên được thiết kế để cung cấp nhu yếu phẩm và bưu phẩm cho các tàu sân bay của Hải quân Hoa Kỳ. Nhiệm vụ chính là máy bay chở hàng trên boong tàu sân bay.

## Biến thể

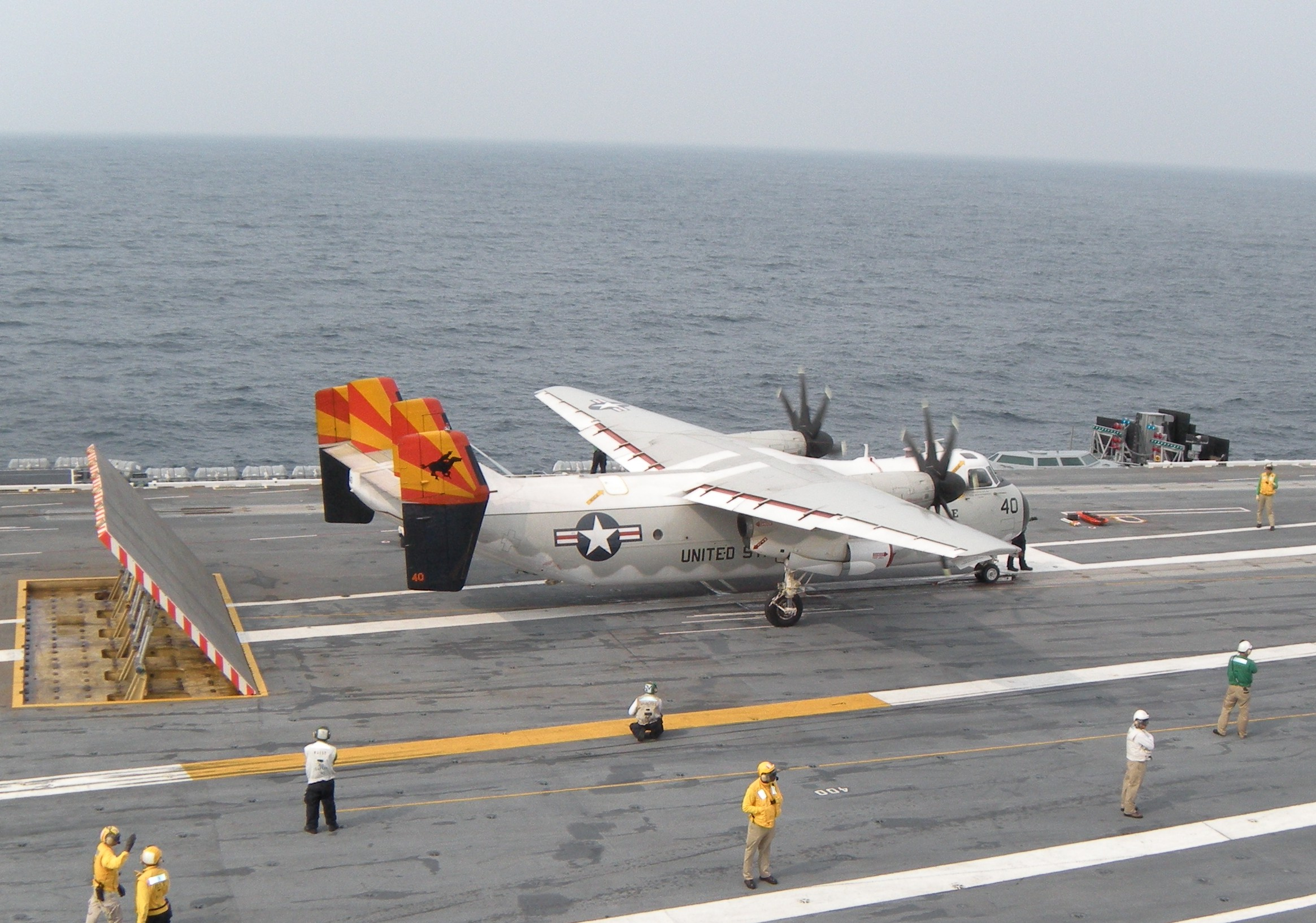
1 chiếc C-2A của VRC-40 sau SLEP trên tàu, tháng 7 năm 2009

YC-2A
C-2A
C-2A(R)

## Quốc gia sử dụng
Hoa Kỳ
- Hải quân Hoa Kỳ
  - VAW-120
  - VRC-30
  - VRC-40
  - VX-20

## Tính năng kỹ chiến thuật (Reprocured C-2A)
Dữ liệu lấy từ U.S. Navy
Đặc điểm tổng quát
- Kíp lái: 2 phi công, 2 thành viên khác
- Sức chứa: 26 hành khách, 12 cáng chở bệnh nhân
- Tải trọng: 10.000 lb (4.536 kg)
- Chiều dài: 56 ft 10 in (17,30 m)
- Sải cánh: 80 ft 7 in (24,60 m)
- Chiều cao: 15 ft 10½ in (4,85 m)
- Diện tích cánh: 700 ft² (65 m²)
- Trọng lượng rỗng: 33.746 lb (15.310 kg)
- Trọng lượng có tải: 49.394 lb (22.405 kg)
- Trọng tải có ích: 20.608 lb (9.350 kg)
- Trọng lượng cất cánh tối đa: 60.000 lb (24.655 kg)
- Động cơ: 2 × Allison T56-A-425 kiểu turboprop, 4.600 shp (3.400 kW)  mỗi chiếc

 Hiệu suất bay 
- Vận tốc cực đại: 343 knot (394 mph, 635 km/h) trên độ cao 12.000 ft (3.660 m)
- Vận tốc hành trình: 251 knot (289 mph, 465 km/h) trên độ cao 28.700 ft (8.750 m)
- Vận tốc tắt ngưỡng: 82 knot (94 mph, 152 km/h)
- Tầm bay: 1.300 nm (1.496 mi, 2.400 km)
- Trần bay: 33.500 ft (10.210 m)
- Vận tốc lên cao: 3.700 ft/phút (trên mực nước biển) (13,3 m/s)
- Tải trên cánh: 77,6 lb/ft² (378,9 kg/m²)